# Signalisation routière d'obligation
- et
- maintenant — ( historiquement)

et
maintenant — (historiquement)

La signalisation routière d’obligation est l'ensemble des équipements de la voirie destinés à enjoindre aux usagers de la route le respect de certaines prescriptions impératives locales.

## Caractéristiques
| Type A    |
| Type B    |
| Canada    |
| Argentine |

### Forme
Selon la convention de Vienne, les signaux d’obligation sont circulaires, sauf le signal « Direction obligatoire pour les véhicules transportant des marchandises dangereuses » qui est rectangulaire. Leur diamètre ne doit pas être inférieur à 0,60 m en dehors des agglomérations et à 0,40 m dans  les agglomérations. Toutefois, des signaux dont le diamètre n’est pas inférieur à 0,30 m peuvent être associés à des signaux lumineux ou placés sur les bornes des refuges.

### Couleur
Pour les signataires de la convention de Vienne, les signaux sont, sauf disposition contraire, de couleur bleue et les symboles sont blancs ou de couleur claire, ou bien les signaux sont blancs avec un listel rouge et les symboles sont noirs

### Dimensions
Les dimensions des panneaux de signalisation doivent être telles que le signal soit facilement visible de loin et facilement compréhensible quand on s’en approche. Elles tiennent compte de la vitesse habituelle des véhicules.
Chaque pays définit sa propre réglementation concernant les dimensions de panneaux. En règle générale, à chaque dimension correspond un type de signal : petites, normales, grandes et très grandes dimensions.
Les signaux de petites dimensions sont employés lorsque les conditions ne permettent pas l’emploi de signaux de dimensions normales ou lorsque la circulation ne peut se faire qu’à allure lente. Ils peuvent aussi être employés pour répéter un signal antérieur. Les signaux de grandes dimensions sont employés sur les routes de grande largeur à circulation rapide. Les signaux de très grandes dimensions sont employés sur les routes à circulation très rapide, notamment sur les autoroutes.

## Implantation
D'une manière générale, les signaux routiers sont placés de manière à pouvoir être reconnus rapidement par les conducteurs. Habituellement, ils sont placés du côté, de la route correspondant au sens de la circulation.  Toutefois, ils peuvent être placés ou être répétés au-dessus de la chaussée. Lorsque les conditions locales sont telles qu’ils risqueraient de ne pas être aperçus à temps, ils doivent être répétés.
Les signaux d’obligation sont placés près de l’endroit où commence l’obligation et peuvent être répétés si les autorités compétentes l’estiment nécessaire. Toutefois, ils peuvent, être placés avant pour des raisons de visibilité ou pour prévenir les usagers.

## Types de signaux

### Signaux de la Convention de Vienne
Les signaux répertoriés dans la Convention de Vienne sont les suivants :
Direction obligatoireNotifie la direction que les véhicules ont l’obligation de suivre ou les seules directions que les véhicules peuvent emprunter ;
Contournement obligatoirePlacé sur un refuge ou devant un obstacle sur la chaussée, il notifie que les véhicules ont l’obligation de passer du côté du refuge ou de l’obstacle indiqué par la flèche ;
Intersection à sens giratoire obligatoireNotifie aux conducteurs qu’ils sont tenus de suivre les directions indiquées par les flèches au sens giratoire ;
Piste cyclable obligatoireNotifie aux cyclistes que le chemin à l’entrée duquel il est placé leur est réservé et aux conducteurs d’autres véhicules qu’ils n’ont pas le droit d’emprunter cette piste. Les cyclistes sont tenus d’utiliser la piste si celle-ci longe une chaussée, un chemin pour piétons ou un chemin pour cavaliers et va dans la même direction. Toutefois, les conducteurs de cyclomoteurs sont aussi tenus, dans les mêmes conditions, d’utiliser la piste cyclable, si la législation nationale le prévoit ou si cela est imposé par un panneau complémentaire ;
Chemin obligatoire pour piétonsNotifie aux piétons que le chemin à l’entrée duquel il est placé leur est réservé et aux autres usagers de la route qu’ils n’ont pas le droit de l’emprunter. Les piétons sont tenus d’utiliser le chemin si celui-ci longe une chaussée, une piste cyclable ou un chemin pour cavaliers et va dans la même direction.
Chemin obligatoire pour cavaliersNotifie aux cavaliers que le chemin à l’entrée duquel il est placé leur est réservé et aux autres usagers de la route qu’ils n’ont pas le droit de l’emprunter. Les cavaliers sont tenus d’utiliser le chemin si celui-ci longe une chaussée, une piste cyclable ou un chemin pour piétons et va dans la même direction.
Vitesse minimale obligatoireNotifie que les véhicules circulant sur la route à l’entrée de laquelle il est placé sont tenus de circuler au moins à la vitesse indiquée ; le chiffre apposé dans le signal indique cette vitesse dans l’unité de mesure la plus couramment employée dans le pays pour désigner la vitesse des véhicules. À la suite du chiffre de la vitesse peut être ajouté, par exemple, « km » (kilomètres) ou « M » (miles) ;
Fin de la vitesse minimale obligatoireIndique la fin de la vitesse minimale prescrite par un panneau de « vitesse minimale obligatoire » ;
Chaînes à neige obligatoiresIndique que les véhicules circulant sur la route à l’entrée de laquelle il est placé sont tenus de ne circuler qu’avec des chaînes à neige sur au moins deux roues motrices ;
Direction obligatoire pour les véhicules transportant des marchandises dangereusesCes signaux indiquent la direction que doivent prendre les véhicules transportant des marchandises dangereuses.